# Gabriele Gast
Gabriele Gast ps. Gisela (ur. 2 marca 1943 w Remscheid) – zachodnioniemiecka politolog i urzędnik państwowy; agentka wschodnioniemieckiej Stasi.

## Życiorys
Urodziła się 2 marca 1943 r. w mieście Remscheid (obecnie na terenie Nadrenii Północnej-Westfalii) w konserwatywnej rodzinie z klasy średniej. Niewiele wiadomo o jej dzieciństwie. W młodości doktoryzowała się w zakresie politologii na RWTH Aachen w Akwizgranie pod kierunkiem Klausa Mehnerta, który był sowietologiem. Gast zajmowała się rolą polityczną kobiet w społeczeństwie wschodnioniemieckim, a Mehnert zasugerował jej prace terenowe w NRD. W związku z tym w 1968 r. uzyskała zgodę na wizytę u krewnych w Karl-Marx Stadt, gdzie na jej przewodnika został wyznaczony oficer Stasi, który podawał się za mechanika samochodowego Karla-Heinza Schmidta. Ze Schmidtem Gast zaprzyjaźniła się, a potem szybko w nim zakochała i przy każdym powrocie do NRD odnawiała z nim kontakt. Po nawiązaniu z nim romansu została przez oficerów Stasi zwerbowana jako tajna współpracowniczka pod pseudonimem Gisela.
Kiedy w 1968 r. wielu młodych Niemców z RFN brało udział w lewicowych strajkach, Gast zapisała się do konserwatywnej, chadeckiej organizacji studenckiej Ring Christlich-Demokratischer Studenten. Po uzyskaniu w 1972 r. doktoratu była asystentką u swojego dawnego promotora. Z jego polecenia została w następnym roku zatrudniona jako analityk w Bundesnachrichtendienst, obejmując funkcję kierownika biura ds. ZSRR i Europy Wschodniej. Brała też udział w przygotowywaniu cotygodniowego raportu wywiadowczego dla kanclerza Helmuta Kohla. Równocześnie jako wysoko postawiona agentka spotykała się między 1975 i 1986 r. siedmiokrotnie z szefem wschodnioniemieckiego wywiadu Markusem Wolfem.
Po upadku NRD została aresztowana, gdy wydał ją były oficer Stasi Karl-Christoph Großmann. W 1991 r. sąd skazał ją na 6 lat i 9 miesięcy więzienia, ale została zwolniona trzy lata później. Wydała w 2000 roku wspomnienia.
Matka samotnie wychowująca niepełnosprawne dziecko.